# Капела (звезда)
Капела (α Aurigae, α Aur, Alpha Aur) је најсјајнија звезда у сазвежђу Кочијаша, шеста је најсјајнија звезда на небу и трећа најсјајнија звезда северног неба после Арктура и Веге. Попут нашег Сунца, Капела је жута звезда. То је најсјајнија жута звезда на небу – много већа и сјајнија од Сунца, али и много даља – око 42 светлосне године за разлику од Сунчевих 8 светлосних минута.

## Двострука двојна звезда
Да се заправо ради о два пара двојних звезда први су открили Џон Андерсон и Френсис Пиз 1919. године у опсерваторији Маунт Вилсон. То је било прво интерферометријско мерење неког објекта ван Сунчевог система.
Капела представља систем од четири звезде у два бинарна пара. Први пар се састоји од две велике звезде спектралне класе G. Прва звезда овог пара – Капела А, има површинску температуру од приближно 4900 К, полупречник 12 пута већи од Сунчевог, масу приближно 2,7 пута већу од Сунчеве и сјајност 79 пута већу. Друга звезда – Капела Б има површинску температуру од 5700 К. У поређењу са Сунцем има 9 пута већи полупречник, 2,6 пута већу масу и 78 пута већу сјајност. Претпоставља се да су ове звезде у фази хлађења и ширења при трансформацији у црвеног џина.
Растојање између две звезде износи 100 милиона km, а једна око друге круже са периодом од 104 дана. Оне су некада вероватно, попут Веге, биле спектралне класе А; сада су у процесу ширења, хлађења и повећања сјајности, тако да ће се кроз милион година преобразити у црвене џинове. Капела је извор Х-зрака који вероватно настају услед површинске магнетне активности, сличне оној која постоји на површини Сунца..
Други пар – Капела Х, удаљен је око 10.000 астрономских јединица од првог и састоји се од два мала и релативно хладна црвена патуљка класе М.

## Видљивост
Капела је најсјајнија звезда у сазвежђу Кочијаша и шеста је најсјајнија звезда на целом небу. Она је ближа северном небеском полу од било које звезде прве магнитуде. Због своје велике северне деклинације (δ = +45° 57’) на средњим и вишим географским ширинама видљива је током целе године. Пре око 200.000 година Капела је била најсјајнија звезда на небу. Пре тог периода најсјајнији је био Алдебаран, а како су ове две звезде биле близу једна другој, тада су оне представљале звезду Северњачу.